# Brylewo (województwo kujawsko-pomorskie)
Brylewo – wieś w Polsce położona w województwie kujawsko-pomorskim, w powiecie radziejowskim, w gminie Bytoń.

## Podział administracyjny
W latach 1975–1998 miejscowość administracyjnie należała do województwa włocławskiego.

## Demografia
Według Narodowego Spisu Powszechnego (III 2011 r.) liczyła 100 mieszkańców. Jest szesnastą co do wielkości miejscowością gminy Bytoń.

## Historia
Wieś znana już w wieku XIX, wymienia ją Słownik geograficzny Królestwa Polskiego (rok 1880, tom I, s. 394), wówczas znajdowała się w powiecie nieszawskim, w gminie i parafii Bytoń.